# 里斯·詹姆斯 (1999年出生足球运动员)
里斯·刘易斯·詹姆斯（英語：Reece Lewis James；1999年12月8日—），英格蘭足球運動員，現效力英超球會切爾西，英格蘭足球代表隊成員，司職右中場，他与他的妹妹劳伦·詹姆斯一起为职业球员，現今足壇最佳中場之一。
他的父親是，格林納達和多米尼克血統，而母親則有英格蘭血統。

## 俱樂部生涯
里斯·詹姆斯出生於1999年，他6歲就加入了球隊並且在科巴姆訓練基地接受訓練，出身在切爾西青訓系統。起初詹姆斯按照前鋒進行訓練，後來位置從中場成為後衛。
他在15/16賽季完成了切爾西青年隊的處子秀。16/17賽季，切爾西U-18獲得了三個冠軍，詹姆斯的發揮出色。
2017年3月，詹姆斯簽下了與切爾西的職業合同。2017年的夏天，他參加了國際青年邀請賽土倫杯，而他所在的英格蘭隊成功奪冠，而他也因其出色的發揮入選了當屆最佳陣容。17/18賽季，作為切爾西U-18隊長，詹姆斯用精彩的表現帶領球隊斬獲得英格蘭足總青年杯冠軍，並被評為賽季最佳青訓球員。
2018年6月，詹姆斯與球隊簽下一份四年合約。同時球隊為了幫助詹姆斯提升實力，球隊將他租借到英冠球隊維岡競技。。在維岡效力的一個賽季里，他幫助球隊保級，並且以高達96%的得票率當選維岡競技俱樂部年度最佳球員。
在維岡競技租借效力期間，他客場對陣布里斯托城的進球被評為俱樂部賽季最佳進球。
2019年夏天，當主帥蘭帕德回到了切爾西，詹姆斯也重返了球隊。在英格蘭聯賽杯第三輪對格林斯比時，他首發出場，並且交出了一進球一助助的成績。十月初，切爾西客場擊敗里爾的歐冠小組賽中，里斯-詹姆斯首發出場，在67分鐘時被奧多伊換下，完成了他的歐冠首秀。
不久之後，完成了個人的英超首秀，主場對紐卡素聯的比賽中，詹姆斯僅僅在傷停補時替補登場。詹姆斯在切爾西對陣水晶宮的比賽中首發登場。本場比賽，里斯-詹姆斯貢獻了三次攔截，位列全場最高，傳球40次，成功率達到了85%，那場比賽中，詹姆斯用出色的防守限制了韋費特·沙夏的發揮，而他出色的身體素質也讓人印象深刻。在半個賽季的比賽中，詹姆斯在聯賽中出場17次，其中11次首發，貢獻了2個助攻。
19/20賽季，詹姆斯總共代表切爾西出場26次，收穫了3次助攻，他的助攻數和隊長塞薩爾·阿斯皮利奎塔的助攻數相同。在對陣阿斯頓維拉的比賽中，他接到威廉的回傳之後，精確的傳中，找到了禁區內等待機會的亞伯拉罕，而亞伯拉罕將球頂進球門。
2020年1月17日，切爾西官方消息，球隊和里斯·詹姆斯續約至2025年。
2022年9月5日，詹姆斯續簽一份6年長約，這位英格蘭國腳將留效至2028年，是現時車仔史上最高薪後衛, 報導指約25萬鎊。
2022年10月11日對AC米蘭時受傷，他於62分鐘扭傷膝蓋出場。

## 國家隊生涯
2017年夏天，詹姆斯幫助英格蘭U17在土倫杯上奪冠，他的出色表現也讓自己入選賽事的最佳陣容。
2017/18賽季，他繼續保持良好的狀態，作為U-18隊長再次率隊獲得青年足總杯冠軍，並被評為賽季最佳青訓球員。同年，他參加了歐洲U19錦標賽，並於2019年10月進入U21青年隊。
2020年10月，詹姆斯被蓋雷斯·索斯蓋特臨時徵召進英格蘭足球代表隊，這是他首次被英格蘭成年代表隊徵召。
英格蘭對陣威爾斯的友誼賽中，詹姆斯替補登場完成三獅軍團首秀。

## 榮譽

### 俱乐部
車路士青年隊
- 英格蘭足總青年盃：2016–17、2017–18[5]
- U18 英格蘭足球超級聯賽：2016–17、2017–18[5]

 切尔西
- 英格蘭足總盃亞軍：2019–20[17]、2020–21[18]
- 欧洲冠军联赛冠軍：2020–21[19]
- 歐洲超級盃 冠軍：2021[20]
- 欧洲协会联赛冠軍：2024–25
- 世界冠軍球會盃冠軍：2021、2025[21]

英格蘭 U19
- 歐洲U-19足球錦標賽：2017

英格蘭 U20
- 土倫盃國際足球錦標賽：2017[22]

英格蘭
- 歐洲國家盃亞軍：2020

### 個人
- 車路士青训营 年度最佳球員：2017–18
- 韋根 年度最佳球員：2018–19
- 韋根 Player's Player of the Year: 2018–19
- 韋根 年度最佳入球：2018–19

## 外部連結
- Profile （页面存档备份，存于） at the Chelsea F.C. website
- Profile （页面存档备份，存于） at the Football Association website